# Roman Codreanu
Roman Codreanu (Vaţa de Sus, 17 novembre 1952 – Arad, 26 maggio 2001) è stato un lottatore rumeno, specializzato nella lotta greco-romana.

## Palmarès

### Olimpiadi
- 1 medaglia:
  - 1 bronzo (Montréal 1976 nei +100 kg)

### Mondiali
- 2 medaglie:
  - 2 bronzi (Minsk 1975 nei +100 kg; Città del Messico 1978 nei +100 kg)

### Europei
- 3 medaglie:
  - 1 oro (Sofia 1978 nei +100 kg)
  - 1 argento (Bucarest 1979 nei +100 kg)
  - 1 bronzo (Madrid 1974 nei +100 kg)